# Kilomètre vertical de Fully
Le kilomètre vertical de Fully est une course à pied à Fully en Suisse. Il s'agit d'un des kilomètres verticaux les plus pentus existants. Cette course attire les meilleurs spécialistes mondiaux de la discipline ; plusieurs records du monde de kilomètre vertical y ont été battus. Elle figure au programme du Vertical Kilometer World Circuit 2017.

## Histoire
Le kilomètre vertical de Fully voit le jour de manière inofficielle en 1998. Les membres de l'équipe locale de ski-alpinisme Team La Trace décident de s'essayer à cette discipline lors de leur entraînement estival. Ils choissisent comme terrain de jeu le tracé rectiligne de l'ancien funiculaire reliant l'usine hydroélectrique de Fully au lieu-dit Les Garettes. Cette ligne de funiculaire est construite en 1912 pour servir de voie d'accès au barrage de Fully. Le funiculaire est désaffecté par la suite mais les voies sont laissées sur place, offrant un parcours déjà tracé. La première édition officielle a lieu le 3 novembre 2001. Le parcours est mesuré afin d'atteindre précisément 1 000 mètres de dénivelé. Avec son tracé rectiligne très pentu (52 % de moyenne), il ne mesure que 1 920 m de long. Ce parcours rapide attire les meilleurs spécialistes du skyrunning qui établissent des temps records sur l'exercice du kilomètre vertical. L'Espagnol Kílian Jornet s'y impose notamment en 2006 et 2007.
L'édition 2012 rejoint le calendrier de la Skyrunner World Series dans la nouvelle catégorie « Vertical ».
En 2014, l'Italien Urban Zemmer s'impose en 29 min 42 s. Il établit un nouveau record du monde du kilomètre vertical en devenant le premier homme à réaliser l'exercice en moins d'une demi-heure. Le Suisse Rémi Bonnet termine troisième en 30 min 4 s. Il s'impose chez les juniors et établit également un record du monde dans la catégorie junior. Chez les femmes, la Française Christel Dewalle signe elle aussi un record du monde féminin en s'imposant en 34 min 44 s.
L'édition 2017 rejoint le calendrier inaugural du Vertical Kilometer World Circuit. L'Italien Philip Götsch s'impose en 28 min 53 s, signant un nouveau record du monde de la discipline.
L'édition 2020 est annulée en raison de la pandémie de Covid-19, tout comme l'édition 2021.
L'événement sportif a fêté sa 20e édition le 22 octobre 2022.

## Parcours
Surplombant le village de Fully, le parcours très pentu mesure exactement 1 000 m de dénivelé positif. Le départ se fait près de la Belle Usine, à 500 m d’altitude. Il suit une ancienne voie ferrée hors d’usage. Varié en paysage seulement, le tracé rectiligne traverse des vignes, des prés et des forêts. Il y a un court passage sur un pont métallique ainsi qu’un tunnel d’environ 50 m. Une marque est bien visible au sol, sur le rail à chaque 100 m de dénivellation, pour se faire une idée du chemin restant. L’arrivée, aux « Garettes », se trouve à 1 500 m d’altitude après seulement 1 920 m de course, certaines pentes sont à plus de 60 %.

## Résultats
| Édition | Année | Hommes                                              | Hommes                                              | Femmes                                              | Femmes                                              |
| ------- | ----- | --------------------------------------------------- | --------------------------------------------------- | --------------------------------------------------- | --------------------------------------------------- |
|         |       | Athlète                                             | Temps                                               | Athlète                                             | Temps                                               |
| 1re     | 2001  | Emmanuel Vaudan                                     | 32 min 54 s                                         | Catherine Mabillard                                 | 42 min 13 s                                         |
| 2e      | 2002  | Ezio Bordet                                         | 34 min 23 s                                         | Cristina Favre-Moretti                              | 38 min 48 s                                         |
| 3e      | 2003  | Emmanuel Vaudan                                     | 33 min 57 s                                         | Cristina Favre-Moretti                              | 39 min 00 s                                         |
| 4e      | 2004  | Emmanuel Vaudan                                     | 32 min 18 s                                         | Cristina Favre-Moretti                              | 38 min 09 s                                         |
| 5e      | 2005  | Jean-Christophe Dupont                              | 34 min 21 s                                         | Chiara Raso                                         | 40 min 16 s                                         |
| 6e      | 2006  | Kílian Jornet                                       | 31 min 55 s                                         | Colette Borcard                                     | 39 min 17 s                                         |
| 7e      | 2007  | Kilian Jornet                                       | 31 min 52 s                                         | Nathalie Etzensperger                               | 40 min 26 s                                         |
| 8e      | 2008  | Pierre Chauvet                                      | 32 min 06 s                                         | Mireia Miró Varela                                  | 40 min 35 s                                         |
| 9e      | 2009  | Serge Garnier                                       | 32 min 14 s                                         | Laetitia Roux                                       | 37 min 55 s                                         |
| 10e     | 2010  | Emmanuel Vaudan                                     | 30 min 56 s                                         | Nathalie Etzensperger                               | 39 min 59 s                                         |
| 11e     | 2011  | Manfred Reichegger                                  | 30 min 46 s                                         | Maude Mathys                                        | 38 min 24 s                                         |
| 12e     | 2012  | Urban Zemmer                                        | 30 min 26 s                                         | Christel Dewalle                                    | 36 min 48 s                                         |
| 13e     | 2013  | Urban Zemmer                                        | 30 min 54 s                                         | Christel Dewalle                                    | 37 min 17 s                                         |
| 14e     | 2014  | Urban Zemmer                                        | 29 min 42 s                                         | Christel Dewalle                                    | 34 min 44 s                                         |
| 15e     | 2015  | Urban Zemmer                                        | 30 min 11 s                                         | Jessica Pardin                                      | 39 min 45 s                                         |
| 16e     | 2016  | Nadir Maguet                                        | 30 min 17 s                                         | Christel Dewalle                                    | 35 min 57 s                                         |
| 17e     | 2017  | Philip Goetsch                                      | 28 min 53 s                                         | Christel Dewalle                                    | 35 min 10 s                                         |
| 18e     | 2018  | Henri Aymonod                                       | 30 min 48 s                                         | Christel Dewalle                                    | 35 min 38 s                                         |
| 19e     | 2019  | Henri Aymonod                                       | 31 min 36 s                                         | Christel Dewalle                                    | 34 min 49 s                                         |
| -       | 2020  | Course annulée en raison de la pandémie de Covid-19 | Course annulée en raison de la pandémie de Covid-19 | Course annulée en raison de la pandémie de Covid-19 | Course annulée en raison de la pandémie de Covid-19 |
| -       | 2021  | Course annulée en raison de la pandémie de Covid-19 | Course annulée en raison de la pandémie de Covid-19 | Course annulée en raison de la pandémie de Covid-19 | Course annulée en raison de la pandémie de Covid-19 |
| 20e     | 2022  | Henri Aymonod                                       | 31 min 01 s                                         | Christel Dewalle                                    | 34 min 14 s                                         |
| 21e     | 2023  | Aurélien Gay                                        | 31 min 24 s                                         | Christel Dewalle                                    | 34 min 12 s                                         |
| 22e     | 2024  | Henri Aymonod                                       | 29 min 56 s                                         | Christel Dewalle                                    | 33 min 43 s                                         |

 Record de l'épreuve

## Records
Chez les hommes, c’est l'Italien Philip Götsch qui le détient en 28 min 53 s réalisé en 2017, ce qui constitue le record du monde de la spécialité. 
Du côté féminin, la Française Christel Dewalle établit le record en 33 min 43 s le 19 octobre 2024 à Fully. Elle devient la première femme à courir un kilomètre vertical en moins de 34 minutes.
Chez les juniors, c'est Rémi Bonnet qui, avec 30 min 44 s, détient ce record, réalisé en 2014.